# Il castello del Diavolo
Il castello del Diavolo è un racconto incompiuto scritto da Robert Ervin Howard con protagonista Solomon Kane rinvenuto dopo la morte dell'autore.

## Storia editoriale
Il racconto è stato pubblicato per la prima volta all'interno del libro Red Shadows edito dalla Donald M. Grant, Publishing nel 1968. Contrariamente agli altri due racconti incompiuti, Hawk di Basti e I figli di Asshur, non sono state operate modifiche editoriali al testo originale. Negli anni sono stati realizzati dei completamenti ad opera di diversi autori: Ramsey Campbell, Gianluigi Zuddas e Javier Martin Lalanda.
La versione di Campbell è stata pubblicata nel dicembre 1978 all'interno del primo volume di due dell'edizione della Bantam Books intitolato Solomon Kane: Skulls in the Stars.
Quella di Zuddas è stata pubblicata all'interno del secondo volume della collana Il Libro d'Oro della Fantascienza edita dalla casa editrice Fanucci nel settembre 1979 (traduzione di Roberta Rambelli) anticipando sia la versione dello scrittore britannico che quella originale di Howard le quali sono state stampate rispettivamente nel luglio 1994, nel volume 27 della collana Il Fantastico Economico Classico edita da Newton Compton, e nell'ottobre 2024, nel libro Solomon Kane. La saga completa edita da Il Palindromo.
Il completamento di Lalanda invece è del 1994 contenuta all'interno del libro Las Aventuras de Solomón Kane edito da Grupo Anaya.

## Trama
Solomon Kane è in viaggio nei pressi della Foresta Nera e condivide la strada con John Silent, un compatriota diretto a Genova per imbarcarsi e combattere i corsari turchi. Silent, colpito e divertito dal carattere e dalla mentalità peculiari del puritano, scopre durante la conversazione che Kane, prima del loro incontro, ha liberato un ragazzo lasciato a morire impiccato a un albero. La rivelazione lo turba profondamente, poiché il giovane era certamente stato condannato dal signore di quelle terre, il barone Von Staler, e la sua liberazione avrebbe potuto mettere entrambi loro in pericolo.
Giunti in vista del castello del barone, sinistramente chiamato dai contadini "Il castello del Diavolo", Kane decide di fargli visita, con grande sconcerto del suo compagno di viaggio, per conoscere di persona la natura del nobiluomo e, se necessario, agire di conseguenza. Alla fine Silent, ammirato dal coraggio del puritano e attratto dal pericolo dell’impresa, decide di seguirlo.

## Critica
Andrea Gualchierotti nota la somiglianza tra l'inizio di questo racconto incompiuto e quello di un altro del ciclo di Solomon Kane, Lo scricchiolio delle ossa, con il quale condivide anche l'ambientazione, e di come il suo avvio sia una "pura riproposizione in stile pulp del clichè fiabesco della "dimora oscura nel bosco"" riconoscendo però l'abilità di Howard che gli ha permesso di superare "le suggestioni tipiche degli affini scenari gotici" e di rendere la Foresta Nera, considerando anche gli eventi dell'altro racconto sunnominato, un "hortus deliciarum al contrario" ricolmo di incubi.

## Fumetti
Il frammento è stato adattato e completato a fumetti in due occasioni: nel 1977 ad opera della Marvel Comics all'interno del magazine antologico Savage Sword of Conan e nel 2008 attraverso una miniserie edita dalla Dark Horse Comics.
| Data                                              | Edizione inglese                         | TItolo                  | Titolo italiano         | Sceneggiatura | Disegni           | Colori        | Copertina      | Prima edizione italiana                   | Data italiana |
| ------------------------------------------------- | ---------------------------------------- | ----------------------- | ----------------------- | ------------- | ----------------- | ------------- | -------------- | ----------------------------------------- | ------------- |
| Giugno 1977                                       | Savage Sword of Conan 19 (Marvel Comics) | The Castle of the Devil | Il castello del diavolo | Don Glut      | Alan Kupperberg   | Bianco e nero | Kenneth Morris | La Saga di Solomon Kane 1 (Panini Comics) | Ottobre 2017  |
| Settembre 2008                                    | Solomon Kane (Dark Horse Comics)         | The Castle of the Devil | Il castello del diavolo | Scott Allie   | Mario Guevara Sr. | Dave Stewart  | John Cassaday  | 100% Cult Comics 72 (Panini Comics)       | Ottobre 2009  |
| Ottobre 2008                                      | Solomon Kane (Dark Horse Comics)         | The Castle of the Devil | Il castello del diavolo | Scott Allie   | Mario Guevara Sr. | Dave Stewart  | John Cassaday  | 100% Cult Comics 72 (Panini Comics)       | Ottobre 2009  |
| Novembre 2008                                     | Solomon Kane (Dark Horse Comics)         | The Castle of the Devil | Il castello del diavolo | Scott Allie   | Mario Guevara Sr. | Dave Stewart  | John Cassaday  | 100% Cult Comics 72 (Panini Comics)       | Ottobre 2009  |
| Gennaio 2009                                      | Solomon Kane (Dark Horse Comics)         | The Castle of the Devil | Il castello del diavolo | Scott Allie   | Mario Guevara Sr. | Dave Stewart  | John Cassaday  | 100% Cult Comics 72 (Panini Comics)       | Ottobre 2009  |
| Febbraio 2009                                     | Solomon Kane (Dark Horse Comics)         | The Castle of the Devil | Il castello del diavolo | Scott Allie   | Mario Guevara Sr. | Dave Stewart  | John Cassaday  | 100% Cult Comics 72 (Panini Comics)       | Ottobre 2009  |
| Febbraio 2009                                     | Solomon Kane (Dark Horse Comics)         | The Castle of the Devil | Il castello del diavolo | Scott Allie   | Mario Guevara Sr. | Dave Stewart  | John Cassaday  | 100% Cult Comics 72 (Panini Comics)       | Ottobre 2009  |
| MySpace Dark Horse Presents 2 (Dark Horse Comics) | The Nightcomers                          | n/a                     | Eric Canete             | Scott Allie   | Mario Guevara Sr. | Dave Stewart  | Inedito        | n/a                                       |               |

## Edizioni
- The Castle of the Devil, in Red Shadows, Donald M. Grant, Publishing, inc., 1968.
- Il castello del diavolo, traduzione di Roberta Rambelli, ne Il Libro d'Oro della Fantascienza 2, Fanucci Editore, settembre 1979.